# Hiro H1H
Хиро H1H (яп. 一五式飛行艇, летающая лодка флотская, Тип 15) — японская летающая двухмоторная лодка-биплан, состоявшая на вооружении Императорского флота Японии (сил береговой обороны). Создана на основе британской летающей лодки Felixstowe F5.

## Производство
Морской арсенал Хиро (сокр. Хиросё) производил летающие лодки для нужд Императорского флота Японии с 1921 года. После выпуска 60 британских летающих лодок Felixstowe F5 начались разработки нового варианта летающей лодки, получившего обозначение «Тип 15» или H1H. От английской конструкции лодка отличалась меньшим размахом крыла (22 м против 31,6), меньшим количеством межкрыльевых стоек и другой формы двухреданного фюзеляжа-лодки. Лодка изготавливалась из дерева с полотняной обшивкой.
Производство Hiro H1H началось в 1927 году: до 1932 года Хиросё выпустил 20 летающих лодок модификаций H1H1, H1H2, H1H3; ещё 45 были произведены заводом Aichi с 1927 по 1934 годы. Модели отличались лишь вариантами двигателей и формами винтов.

## Модификации
- H1H1: 2 двигателя Lorraine W-12 (по 450 л. с. / 336 кВТ), большее верхнее крыло и двухлопастные винты.
- H1H2: 2 двигателя Lorraine W-12 или BMW VII (по 500 л. с. / 373 кВт), четырёхлопастные винты.
- H1H3: 2 двигателя Lorraine W-12 (по 450 л. с. / 336 кВт)

## Применение
Летающие лодки H1H составили основу парка морской разведывательной (патрульной) авиации Императорского флота Японии, неся службу в береговой обороне. В боях они де-факто не участвовали: большая часть самолётов была списана в конце 1930-х годов, пережив своих преемников H2H, H3K и H4H благодаря надёжности и высокой продолжительности полёта (до 14 часов). Последний такой самолёт (пилот Ёкусука Ку) летал в качестве связного ещё в 1941 году.

## Характеристики
Источник данных: Illustrated Encyclopedia of Aircraft

Технические характеристики
- Экипаж: 6 человек
- Длина: 15,11 м
- Размах крыла: 22,97 м
- Высота: 5,19 м
- Площадь крыла: 125 м²
- Масса пустого: 4020 кг
- Максимальная взлётная масса: 6100 кг
- Силовая установка: 2 × 12-цилиндровый Lorraine 12E Courlis
- Мощность двигателей: 2 × 450 л.с. (2 × 336 кВт)

Лётные характеристики
- Максимальная скорость: 170 км/ч
- Крейсерская скорость: 155 км/ч
- Практический потолок: 3 км
- Скороподъёмность: 88 м/мин

Вооружение
- Стрелково-пушечное: 2 x 7,7-мм пулемёта
- Бомбы: до 300 кг бомб

## Эксплуатанты
Япония
- ВВС Императорского флота Японии